# Gabriel Cardellach i Roca
Gabriel Cardellach (Terrassa 1788-1819) fou un organista català. Es formà a l'Escolania de Montserrat i regí el magisteri de l'orgue de la basílica del Sant Esperit de Terrassa entre 1816 i 1819, any en què traspassà.